# 木朵府
木朵府，明朝的府，今西双版纳州以南的缅甸境内湄公河沿岸地区。
元世祖至元三十年（1293年），以金齿木朵甸户口增殖，立下路总管府（木朵路军民总管府），其为长者给两珠虎符。元泰定帝泰定三年（1326年）九月置木朵路，明太祖洪武十五年（1382年）三月改为木朵府，后废，地入缅甸。